# Ушков, Геннадий Николаевич
Геннадий Николаевич Ушков (9 ноября 1925 года, Елабужский район, ТАССР, СССР — 23 марта 2005 года, Первоуральск, Свердловская область, Российская Федерация) — Герой Социалистического Труда (1971 год).

## Биография
Родился 9 ноября 1925 года в деревне Елабужского района, ТАССР. Семья переехала в Первоуральск в 1927 году. Геннадий стал заниматься спортом в форпосте. В 1940 году закончил семилетку. После чего в 1940 году поступил в Свердловский машиностроительный техникум Уралмашзавода, где активно занимался лыжными гонками и футболом. Играл за сборную команду техникума по футболу.
В 1941 году, прекратив занятия в техникуме, поступил на работу на Хромпиковый завод в городе Первоуральск.
В 1942—1951 годах служил в армии. В 1942—1943 годах проходил обучение в Миасском военном училище, а после окончания училища был направлен в летную школу в Бугуруслан.
С 1946 года служил механиком в истребительном авиационном полку Дальневосточного военного округа. Во время службы армии играл в футбол за армейскую команду, являлся чемпионом Камчатской области, армии, был участником Кубка политуправления Дальневосточного военного округа по футболу.
В 1951 году был демобилизован, вернувшись в Первоуральск, восстановился на Хромпиковом заводе инструктором физкультуры, затем работал рядовым прокалочником, дошёл до мастера производства. Выступал на соревнованиях по лыжным гонкам, легкой атлетике, ГТО, футболу и другим видам спорта, являлся участником городских спортивных мероприятий. Избирался председателем коллектива физкультуры цеха № 2.
Три созыва избирался членом Всесоюзного совета ДСО профсоюзов. Геннадий Николаевич являлся членом совета ветеранов спорта города Первоуральска, имел 1 разряд по футболу, 2 разряд по лыжным гонкам и по легкой атлетике.

## Награды
За свои достижения неоднократно награждался:
- орден Октябрьской революции;
- 20.04.1971 — звание Герой Социалистического Труда с вручением золотой медали «Серп и Молот» и ордена Ленина.
- почетными грамотами от спортивных организаций: ВС ДСО профсоюзов, РСФСР, Свердловской области и городского спорткомитета.